# Kajakarstwo na Letnich Igrzyskach Olimpijskich 2020 – C-1 200 m kobiet
C-1 500 metrów kobiet to jedna z konkurencji w kajakarstwie klasycznym rozgrywanych podczas Letnich Igrzysk Olimpijskich 2020. Kajakarki rywalizowały między 6 a 7 sierpnia na torze Sea Forest Waterway.

## Terminarz
Wszystkie godziny są podane w czasie tokijskimm (UTC+09:00).
| Data            | Godzina |              |
| --------------- | ------- | ------------ |
| 4 sierpnia 2021 | 10:04   | Eliminacje   |
| 4 sierpnia 2021 | 12:29   | Ćwierćfinały |
| 5 sierpnia 2021 | 09:44   | Półfinały    |
| 5 sierpnia 2021 | 11:49   | Finały       |

## Wyniki

### Eliminacje
Dwie najlepsze zawodniczki z każdego biegu awansowało do półfinałów, pozostałe do ćwierćfinałów.
Bieg 1
| Pozycja | Tor | Zawodniczka      | Czas   | Uwagi |
| ------- | --- | ---------------- | ------ | ----- |
| 1.      | 3   | Ludmyła Łuzan    | 45,571 | SF    |
| 2.      | 6   | Lin Wenjun       | 46,449 | SF    |
| 3.      | 2   | Antía Jácome     | 46,691 |       |
| 4.      | 5   | María Mailliard  | 47,557 |       |
| 5.      | 4   | Irina Andriejewa | 48,192 |       |
| 6.      | 1   | Nilufar Zokirova | 49,686 |       |
| 7.      | 7   | Manaka Kubota    | 50,608 |       |

Bieg 2
| Pozycja | Tor | Zawodniczka             | Czas   | Uwagi |
| ------- | --- | ----------------------- | ------ | ----- |
| 1.      | 5   | Nevin Harrison          | 44,938 | SF    |
| 2.      | 3   | Katherin Nuevo          | 46,533 | SF    |
| 3.      | 1   | Virág Balla             | 46,852 |       |
| 4.      | 4   | Anastasija Czetwerikowa | 47,472 |       |
| 5.      | 7   | Bernadette Wallace      | 48,209 |       |
| 6.      | 2   | Margarita Torlopova     | 49,721 |       |
| 7.      | 6   | Maria Olărașu           | 50,607 |       |

Bieg 3
| Pozycja | Tor | Zawodniczka            | Czas   | Uwagi |
| ------- | --- | ---------------------- | ------ | ----- |
| 1.      | 3   | Katie Vincent          | 46,391 | SF    |
| 2.      | 5   | Yarisleidis Cirilo     | 47,267 | SF    |
| 3.      | 1   | Ayomide Emmanuel Bello | 47,539 |       |
| 4.      | 4   | Katie Reid             | 47,876 |       |
| 5.      | 6   | Orasa Thiangkathok     | 48,262 |       |
| 6.      | 2   | Josephine Bulmer       | 53,354 |       |

Bieg 4
| Pozycja | Tor | Zawodniczka               | Czas   | Uwagi |
| ------- | --- | ------------------------- | ------ | ----- |
| 1.      | 2   | Laurence Vincent-Lapointe | 45,408 | SF    |
| 2.      | 5   | Olesia Romasienko         | 46,126 | SF    |
| 3.      | 4   | Alena Nazdrowa            | 46,731 |       |
| 4.      | 3   | Lisa Jahn                 | 47,439 |       |
| 5.      | 1   | Dilnoza Rakhmatova        | 47,716 |       |
| 6.      | 6   | Teruko Kiriake            | 50,326 |       |

Bieg 5
| Pozycja | Tor | Zawodniczka         | Czas   | Uwagi |
| ------- | --- | ------------------- | ------ | ----- |
| 1.      | 5   | Dorota Borowska     | 47,655 | SF    |
| 2.      | 6   | Kincső Takács       | 47,977 | SF    |
| 3.      | 1   | Daniela Cociu       | 48,338 |       |
| 4.      | 3   | Stanilija Stamеnowa | 48,477 |       |
| 5.      | 2   | Sophie Koch         | 48,601 |       |
| 6.      | 4   | Vanesa Tot          | 49,280 |       |

## Ćwierćfinały
Dwie najlepsze zawodniczki z każdego z ćwierćfinałów awansowało do półfinału pozostałe zostały wyeliminowane.
Bieg 1
| Pozycja | Tor | Zawodniczka             | Czas   | Uwagi |
| ------- | --- | ----------------------- | ------ | ----- |
| 1.      | 5   | Antía Jácome            | 45,668 | SF    |
| 2.      | 3   | María Mailliard         | 46,122 | SF    |
| 3.      | 4   | Anastasija Czetwerikowa | 46,509 |       |
| 4.      | 6   | Bernadette Wallace      | 48,330 |       |
| 5.      | 2   | Orasa Thiangkathok      | 48,559 |       |
| 6.      | 7   | Nilufar Zokirova        | 48,995 |       |
| 7.      | 8   | Maria Olărașu           | 49,002 |       |
| 8.      | 1   | Teruko Kiriake          | 49,413 |       |

Bieg 2
| Pozycja | Tor | Zawodniczka         | Czas   | Uwagi |
| ------- | --- | ------------------- | ------ | ----- |
| 1.      | 5   | Virág Balla         | 46,218 | SF    |
| 2.      | 6   | Irina Andriejewa    | 46,637 | SF    |
| 3.      | 2   | Dilnoza Rakhmatova  | 46,645 |       |
| 4.      | 3   | Katie Reid          | 47,821 |       |
| 5.      | 1   | Vanesa Tot          | 48,375 |       |
| 6.      | 4   | Daniela Cociu       | 48,594 |       |
| 7.      | 7   | Margarita Torlopova | 49,051 |       |

Bieg 3
| Pozycja | Tor | Zawodniczka            | Czas   | Uwagi |
| ------- | --- | ---------------------- | ------ | ----- |
| 1.      | 4   | Alena Nazdrowa         | 46,950 | SF    |
| 2.      | 6   | Lisa Jahn              | 47,049 | SF    |
| 3.      | 5   | Ayomide Emmanuel Bello | 47,326 |       |
| 4.      | 2   | Sophie Koch            | 48,891 |       |
| 5.      | 3   | Stanilija Stamеnowa    | 48,939 |       |
| 6.      | 1   | Manaka Kubota          | 49,769 |       |
| 7.      | 7   | Josephine Bulmer       | 51,474 |       |

## Półfinały
Cztery najszybsze kajakarki z każdego półfinału do finału A. Następnych ośmiu majszybszych awansowało do finału B.
Półfinał 1
| Pozycja | Tor | Zawodniczka       | Czas   | Uwagi |
| ------- | --- | ----------------- | ------ | ----- |
| 1.      | 5   | Ludmyła Łuzan     | 47,339 | FA    |
| 2.      | 2   | Olesia Romasienko | 47,368 | FA    |
| 3.      | 4   | Katie Vincent     | 47,604 | FA    |
| 4.      | 3   | Dorota Borowska   | 47,703 | FA    |
| 5.      | 1   | María Mailliard   | 48,198 | FB    |
| 6.      | 7   | Virág Balla       | 48,257 | FB    |
| 7.      | 8   | Lisa Jahn         | 49,136 | FB    |
| 8.      | 6   | Katherin Nuevo    | 49,242 | FB    |

Półfinał 2
| Pozycja | Tor | Zawodniczka               | Czas   | Uwagi |
| ------- | --- | ------------------------- | ------ | ----- |
| 1.      | 4   | Nevin Harrison            | 46,697 | FA    |
| 2.      | 3   | Lin Wenjun                | 47,161 | FA    |
| 3.      | 5   | Laurence Vincent-Lapointe | 47,294 | FA    |
| 4.      | 7   | Antía Jácome              | 47,414 | FA    |
| 5.      | 1   | Alena Nazdrowa            | 48,120 | FB    |
| 6.      | 6   | Yarisleidis Cirilo        | 48,375 | FB    |
| 7.      | 8   | Irina Andriejewa          | 49,147 | FB    |
| 8.      | 2   | Kincső Takács             | 49,178 | FB    |

## Finały

### Finał B
| Pozycja | Tor | Zawodniczka        | Czas   | Uwagi |
| ------- | --- | ------------------ | ------ | ----- |
| 9.      | 3   | Virág Balla        | 47,560 |       |
| 10.     | 5   | María Mailliard    | 47,610 |       |
| 11.     | 4   | Alena Nazdrowa     | 48,085 |       |
| 12.     | 6   | Yarisleidis Cirilo | 48,582 |       |
| 13.     | 7   | Lisa Jahn          | 48,798 |       |
| 14.     | 8   | Kincső Takács      | 48,921 |       |
| 15.     | 2   | Irina Andriejewa   | 48,930 |       |
| 16.     | 1   | Katherin Nuevo     | 49,024 |       |

### Finał A
| Pozycja | Tor | Zawodnik                  | Czas   | Uwagi |
| ------- | --- | ------------------------- | ------ | ----- |
| złoto   | 4   | Nevin Harrison            | 45,932 |       |
| srebro  | 2   | Laurence Vincent-Lapointe | 46,786 |       |
| brąz    | 5   | Ludmyła Łuzan             | 47,034 |       |
| 4.      | 1   | Dorota Borowska           | 47,116 |       |
| 5.      | 8   | Antía Jácome              | 47,226 |       |
| 6.      | 6   | Lin Wenjun                | 47,608 |       |
| 7.      | 3   | Olesia Romasienko         | 47,777 |       |
| 8.      | 7   | Katie Vincent             | 47,834 |       |